# Maxime Bossis
Maxime Bossis (født 26. juni 1955 i Vendée, Frankrig) er en tidligere fransk fodboldspiller, der som forsvarsspiller på det franske landshold var med til at vinde guld ved EM i 1984 og nå semifinalerne ved både VM i 1982 og VM i 1986.
På klubplan var Bossis hovedsageligt tilknyttet FC Nantes, som han i alt spillede for i 13 sæsoner.